# Histaminintolerans
Histaminintolerans är en födoämnesöverkänslighet  som uppstår när kroppen inte tolererar eller klarar av att bryta ned föda på grund av dess innehåll av histamin.

## Orsak
Enzymet diaminoxidas (DAO) finns i tunntarmen och verkar genom att bryta ner och oskadliggöra histamin från födan. Histaminintolerans kan uppstå vid ett tillfälle då kroppen upptar alltför mycket histamin från föda, på grund av brist på enzymet eller på grund av att enzymet fungerar dåligt.  
Cirka 1-2 procent av västvärldens befolkning beräknas sakna tillräcklig produktion av diaminoxidas. Omkring 20 procent av västvärldens befolkning beräknas någon gång drabbas av temporär histaminintolerans, genom att vid enstaka tillfälle få i sig föda i vilken histaminhalten överstiger kroppens förmåga att hantera. Alkohol kan vara en bidragande orsak bakom temporär histaminintolerans.

## Symtom
- Mag-tarmbesvär så som illamående, kräkningar, magknip, buksmärtor, gaser, ballongmage och diarréer.
- Hudbesvär i form av eksem, nässelfeber, värmekänsla, flush (rödflammig hud), klåda och rodnad.
- Huvudvärk och migrän.
- Astmaliknande besvär som nästäppa, nysningar och rinnande näsa.
- Hjärtklappning, hjärtarytmier, blodtrycksfall, yrsel, brännande känsla i mun och svalg.

## Födoämnen som kan ge symtom
I många fall är det biogena aminer som ligger bakom besvären. Dessa finns naturligt i många födoämnen. Lång lagring av mat, hög temperatur och dålig hygien ökar mängden histamin. 
Histamin finns naturligt i bland annat tonfisk på burk, makrill, ansjovis, sardiner, skaldjur, surströmming, tomat, hallon, jordgubbar, rödvin, ostar som parmesan och mögelostar, lagrade köttprodukter som salami, korv och rökt skinka, nötter och choklad, spenat, surkål och sojasås.
Vissa födoämnen som i sig själva innehåller små mängder av histamin har ändå en förmåga att stimulera kroppen till att själv frisätta histamin. Födoämnen som enligt klinisk erfarenhet kan frisätta histamin utan att det föreligger en klassisk IgE-reaktion är: ananas, citrusfrukter, choklad, fisk, fläskkött, jordgubbar, papaya, skaldjur, spenat, tomater, äggvita.

## Särskilda riskgrupper
Mag-tarmpatienter, allergiker och astmatiker.

## Biogena aminer
Biogena aminer (histamin, tryptamin, tyramin, serotonin, fenyletylamin) uppstår när aminosyror dekarboxyleras till olika aminer. Det sker vid bakteriell aktivitet och är en del av den naturliga processen vid nedbrytning av organiskt material. Fisk-, kött- och mjölkprodukter är särskilt utsatta för ackumulering av biogena aminer. Exempelvis kan makrillfisk eller tonfisk, som har förvarats i burk med öppet lock under några dagar, innehålla mycket stora mängder histamin.